# Julius Babatunde Adelakun
Julius Babatunde Adelakun (* November 1934 in Oniganbari) ist Altbischof von Oyo.

## Leben
Julius Babatunde Adelakun empfing am 27. Juni 1965 die Priesterweihe und wurde in den Klerus des Bistums Oyo inkardiniert. Paul VI. ernannte ihn am 16. November 1972 zum Weihbischof in Oyo und Titularbischof von Thunigaba.
Der Bischof von Oyo, Owen McCoy MAfr, spendete ihm am 11. Februar des nächsten Jahres die Bischofsweihe; Mitkonsekratoren waren Michael Patrick Olatunji Fagun, Bischof von Ekiti, und Anthony Olubunmi Okogie, Weihbischof in Lagos.
Am 13. April 1973 wurde er zum Bischof von Oyo ernannt. Am 4. November 2009 nahm Papst Benedikt XVI. sein aus Altersgründen vorgebrachtes Rücktrittsgesuch an.